# Chủ nghĩa Israel Bắc Âu
Chủ nghĩa Bắc Âu Israel là một niềm tin rằng các dân tộc Scandinavia hay các quốc gia Bắc Âu bao gồm (Thụy Điển, Đan Mạch, Quần đảo Faroe, Phần Lan, Iceland, Na Uy) có nguồn gốc từ 10 chi tộc bị thất lạc của Israel. Mặc dù có bằng chứng về niềm tin như vậy từ trong văn học trong giai đoạn đầu thời hiện đại, nhưng chủ nghĩa Israel Bắc Âu là một phong trào và một ý thức hệ chỉ mới xuất hiện vào giai đoạn giữa cuối thế kỷ 19 trong số những người đầu tiên khởi xướng chủ nghĩa Anh Israel.

## Lịch sử

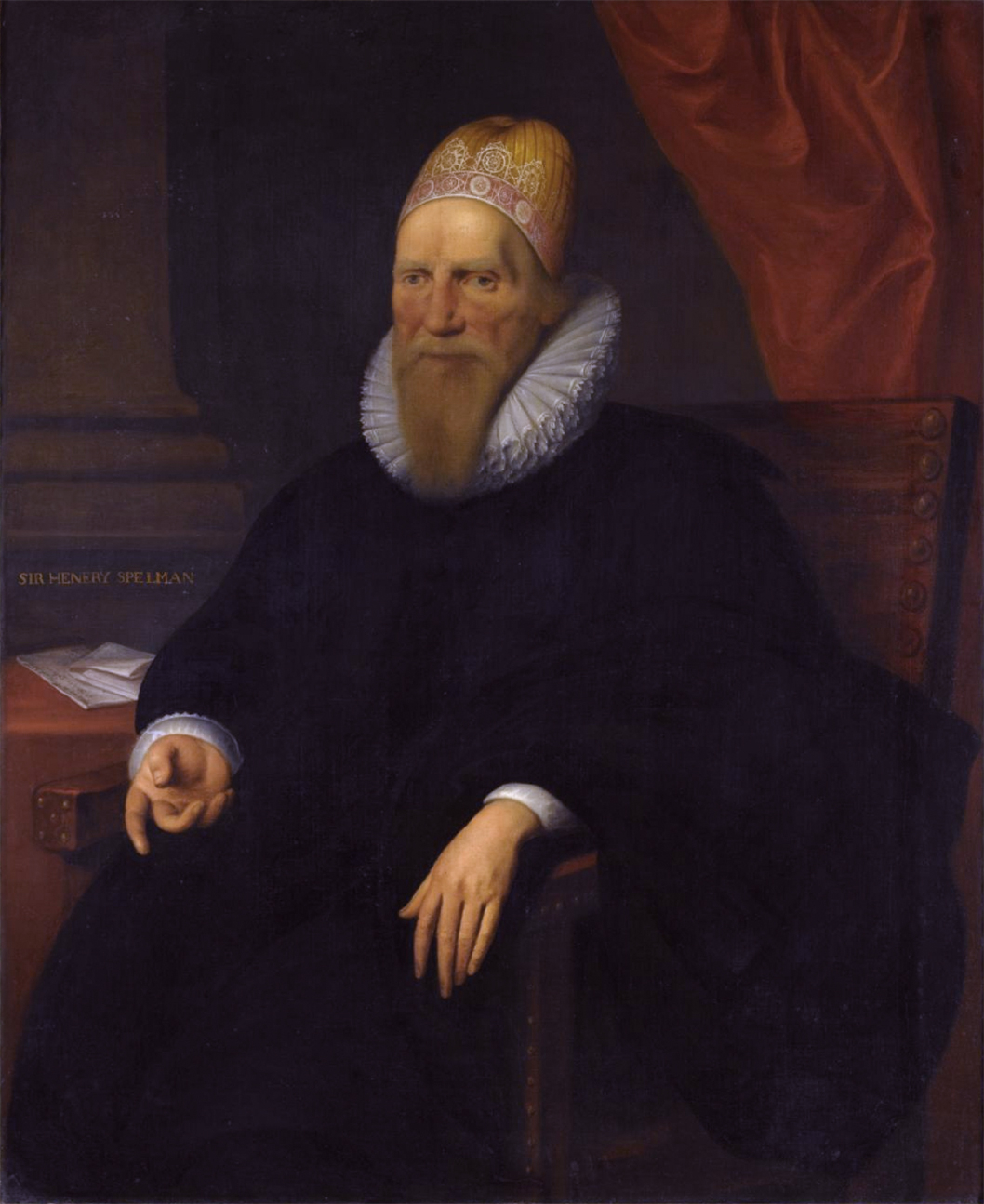
Henry Spelman, vào năm 1620 đã tìm manh mối liên kết giữa dân tộc Đan Mạch và chi tộc Dan thuộc 10 chi tộc Israel bị thất lạc của người do thái.

### Những người tiền nhiệm sơ khai
Biên niên sử Latin thế kỷ 15, "Chronicon Holsatiae vetus", được tìm thấy trong cuốn Accessiones historicae (1698) của Gottfried Leibniz, tuyên bố dân tộc Đan Mạch thuộc chi tộc Dan, trong khi đó thì dân tộc Jutes là người Do Thái. Sau này vào năm 1620, Henry Spelman đã bổ sung thêm rằng người Đan Mạch là người Israel cổ đại thuộc bộ tộc Dan, dựa trên sự giống nhau rõ ràng về tên. Vào thế kỷ 18, nhà sử học Thụy Điển Olof von Dalin tin rằng những người Finns cổ xửa (cùng với người Sami và người Estonia), là con cháu dòng dõi hậu duệ của người Neuri có gốc gác từ những bộ tộc bị thất lạc của người Israel cổ xưa:
| “ | "...the Neuri seem to be remnants of the Ten Tribes of Israel which Shalmaneser, king of Assyria, brought as captives out of Canaan... [When one realises that] the language of the ancient Finns, Lapps and Estonians is similar to the Hebrew and even that this people in ancient times reckoned their year's beginning from the first of March, and Saturday as their Sabbath, then one sees that the Neuri in all probability had this origin." ...Người Neuri dường như là những người còn sống sót lại của Mười chi tộc Israel mà Shalmaneser, Vua xứ Assyria, bắt giữ và lưu đày khỏi xừ Canaan... [Khi một người phát giác rằng] ngôn ngữ của người Finns cổ đại, người Lapps, và người Estonians tương tự với người Hebrew và thậm chí là những dân tộc này trong thời cổ đại đã tính đến sự khởi đầu năm mới của họ kể từ ngày 1 tháng 3, và ngày thứ bảy là ngày Shabbos của họ, sau đó thì người đó sẽ thấy rằng người Neuri với tất cả các xác suất có khả năng thì có nguồn gốc này. | ” |

John Eurenius (1688–1751), một mục sư người Thụy Điển ở Torsåker, Ångermanland, Thụy Điển, cũng đã liên kết dân tộc Israel với các nước Bắc Âu, trong cuốn Atlantica Orientalis (1751) của ông, ông đã giả thuyết rằng các vị thần của thần thoại Bắc Âu chính là những vị thần có nguồn gốc từ vùng Levant, là cơ sở căn cứ mà ông liên kết với Israel. Olof Rudbeck the Younger vào thế kỷ 18 cũng đã cố gắng để chứng minh rằng các ngôn ngữ Bắc Âu phát sinh từ tiếng Hebrew của người Do Thái.

### Phong trào đương đại
Nordisk Israel là một tổ chức Scandinavian vẫn đang vận hành và hoạt động để phổ biến các biến thể Bắc Âu đa dạng của chủ nghĩa Anh Israel.

## Giáo lý

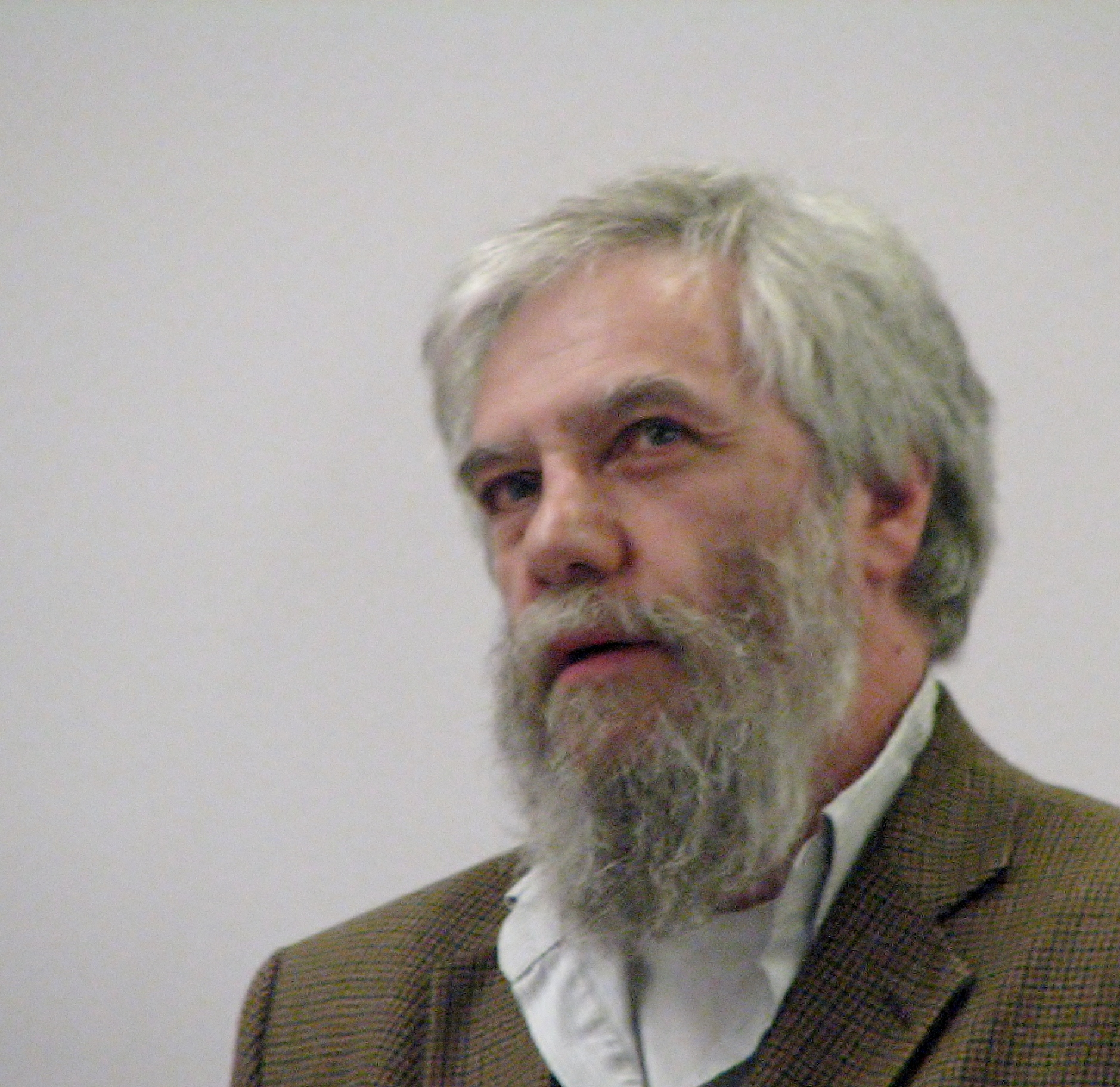
Mihhail Lotman học giả người Do Thái Bắc Âu

Nhiều nguyên lý hay cốt lõi đức tin đối với người Bắc Âu Israel chồng chéo với chủ nghĩa Anh Israel, tuy nhiên có sự khác biệt đáng kể trong việc nhận dạng Mười bộ lạc thất lạc.

### Đan Mạch
Những người ủng hộ chủ nghĩa dân tộc Bắc Âu Israel theo nhận dạng của John Cox Gawler về bộ lạc Dan với dân tộc Đan Mạch. Tuy nhiên, Gawler cũng đã ra nhận dạng rằng chi tộc Dan bao gồm Scotland và Ireland, cũng là một nhận dạng theo chủ nghĩa Anh Israel, nhưng những người đề xướng chủ nghĩa Do Thái Bắc Âu thì nhấn mạnh đến việc liên kết chi tộc Dan với dân tộc Đan Mạch.

### Phần Lan
Dân tộc Phần Lan được xác định là thuộc chi tộc Issachar theo góc nhìn của người Bắc Âu Israel. Những người ủng hộ quan điểm này chỉ ra rằng trong tiếng Phần Lan thì danh từ dành cho Cha là Isä, có liên kết với từ Issachar và nguyên gốc tiếng Do Thái theo ngữ nguyên học:
| “ | "...But one of the most convincing details comes from the Finnish word for Father, which is, Isä - almost confirming ancient Finnish ties with the Israelite tribe of Issachar. Only Finnish has such a unique word for Father. ...Nhưng một trong những chi tiết đáng thuyết phục nhất thì đến từ ngôn ngữ Phần Lan cho từ Cha, gọi là, Isä - gần như xác nhận rằng tiếng Phần Lan cổ đại có liên kết với chi tộc Israel thất lạc là bộ lạc Issachar. Chỉ có duy nhất ngôn ngữ Phần Lan là có một từ độc đáo duy nhất cho từ Cha. | ” |

### Na Uy
Tổ chức Nordisk Israel xác định rằng dân tộc Na Uy thuộc chi tộc Naphtali.

### Iceland
Nhà nghiên cứu kim tự tháp Adam Rutherford vào năm 1937 đã xuất bản quyển sách Iceland's Great Inheritance (1937) mà ông đã liên kết chi tộc Benjamin với dân tộc Iceland. Ngày nay thì những người ủng hộ Chủ nghĩa Do Thái Bắc Âu đi theo nhận dạng này và các bài viết về nhân dạng này đã được công bố rộng rãi hơn.

### Thor Heyerdahl's Jakten på Odin
Công trình nghiên cứu Jakten på Odin của nhà nhân chủng học Thor Heyerdahl thường được những người Bắc Âu Israel ngày nay trích dẫn để hỗ trợ lý thuyết của họ.